# Grasmarkt
De Grasmarkt (Frans: Rue du Marché aux Herbes) is een straat en plein in het centrum van de Belgische stad Brussel. 

## Situering en beschrijving
De straat loopt van de Taborastraat naar de Spoormakersstraat en maakte deel uit van de Steenweg, de aloude oost-westverbinding door de stad. In het westen sluit ze aan op de Kiekenmarkt, en in het oosten op de Magdalenasteenweg, twee andere onderdelen van deze historische verkeers- en commerciële ader.
Het tracé ligt vast sinds minstens de elfde eeuw en volgt de loop van een beekje, wat de bochten verklaart. De straat maakte deel uit van de middeleeuwse gordel marktstraten rond de Nedermerct, de huidige Grote Markt, en had wisselende markfuncties. Het lagere gedeelte tot de Vlees-en-Broodstraat heette tot 1853 de Pensmarkt. De zone ten noorden hiervan werd gebruikt door de slagers van de nabije Beenhouwersstraat.
In de straat zijn meerdere traditionele diephuizen uit de 17de-18de eeuw bewaard gebleven, weliswaar met aangepaste commerciële functie.

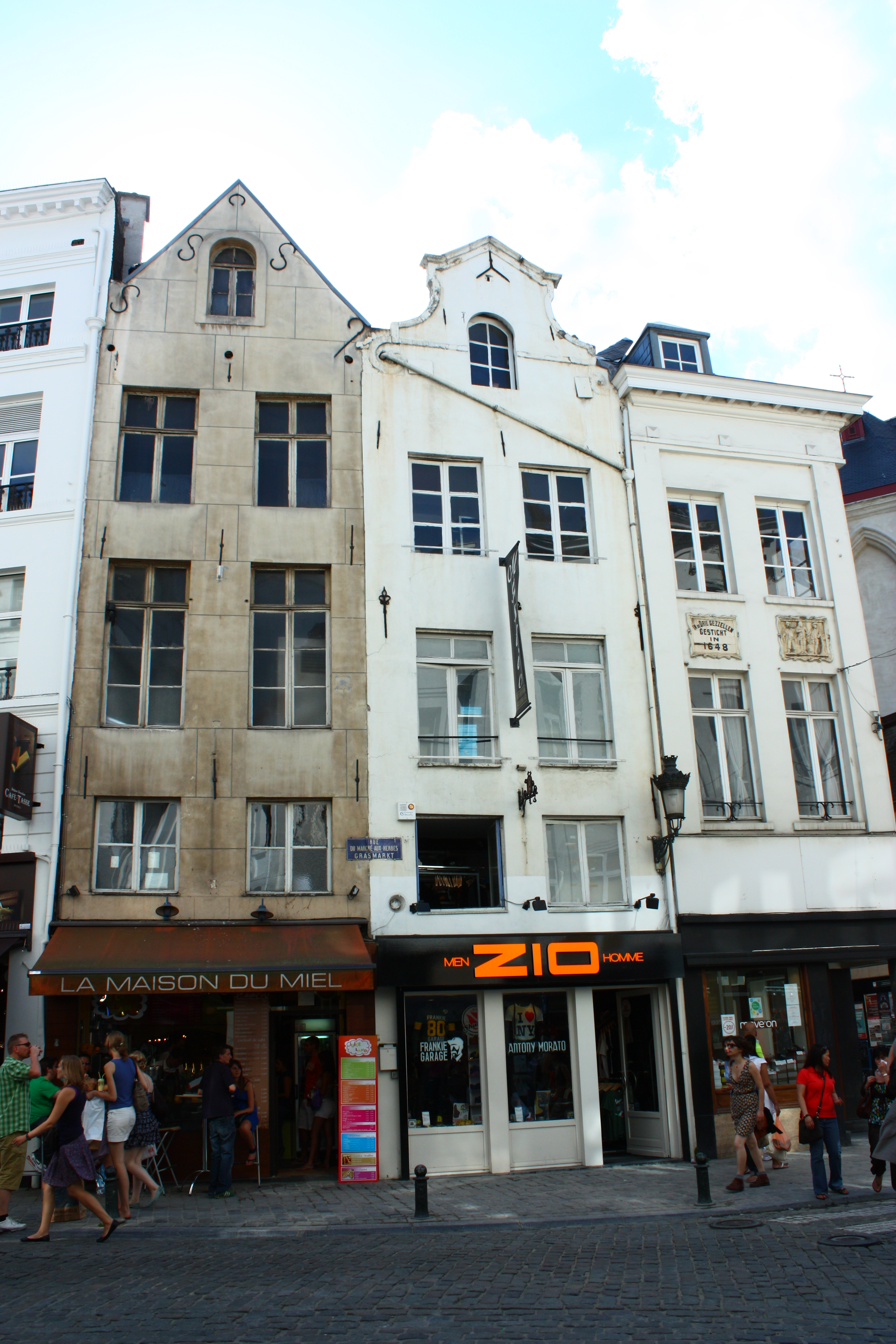
Huizen 7-11
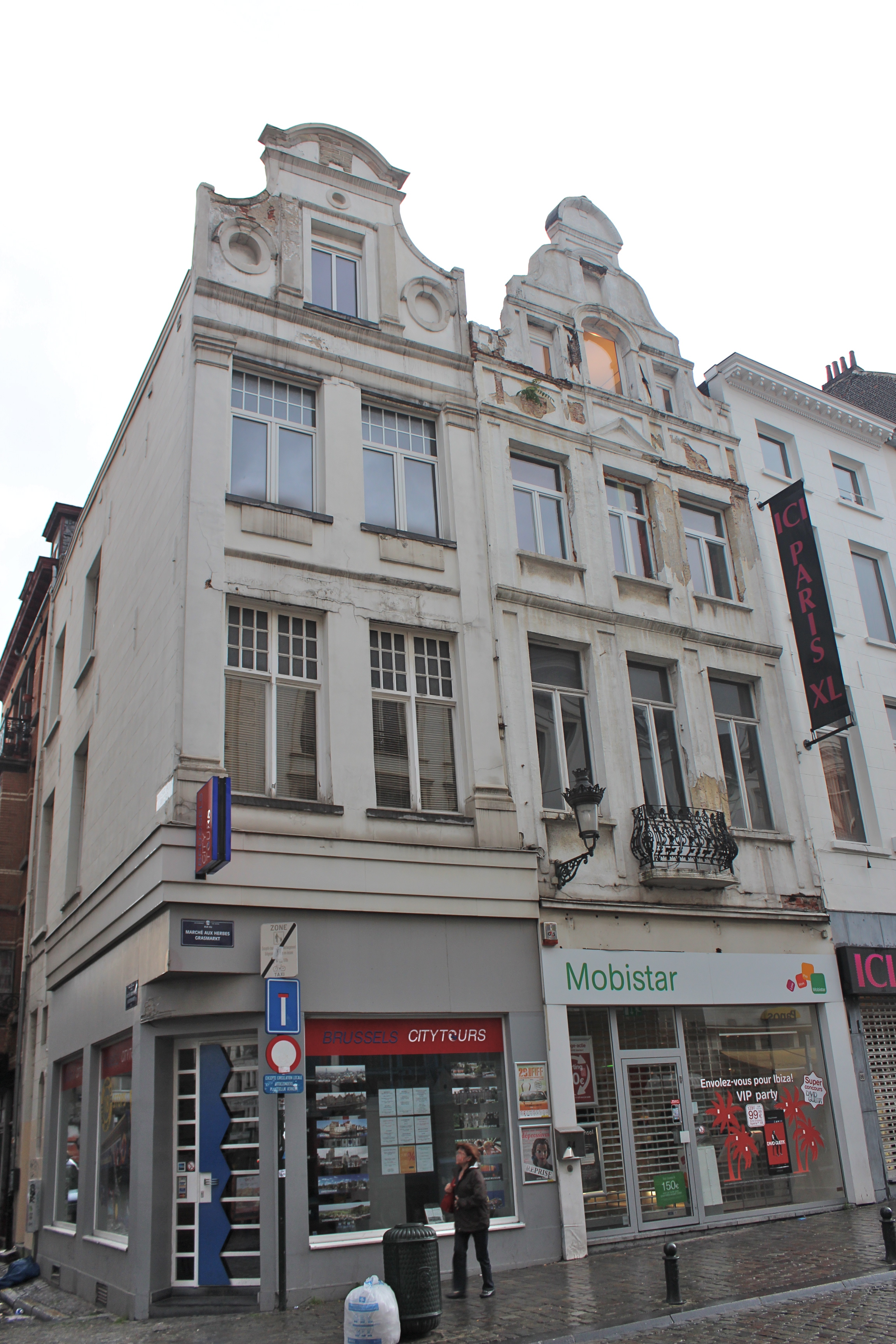
Huizen 82-84
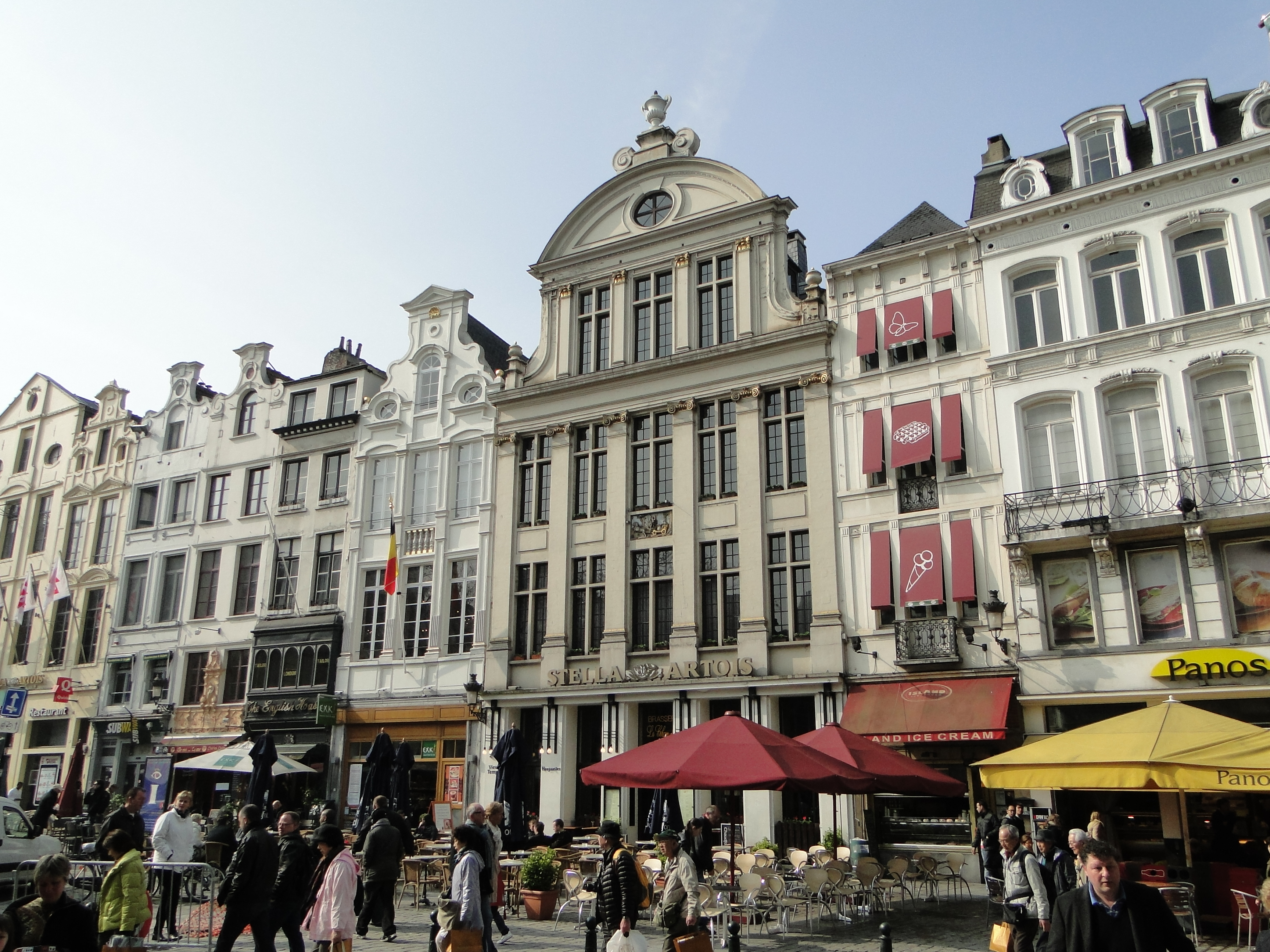
Huizen 85-103
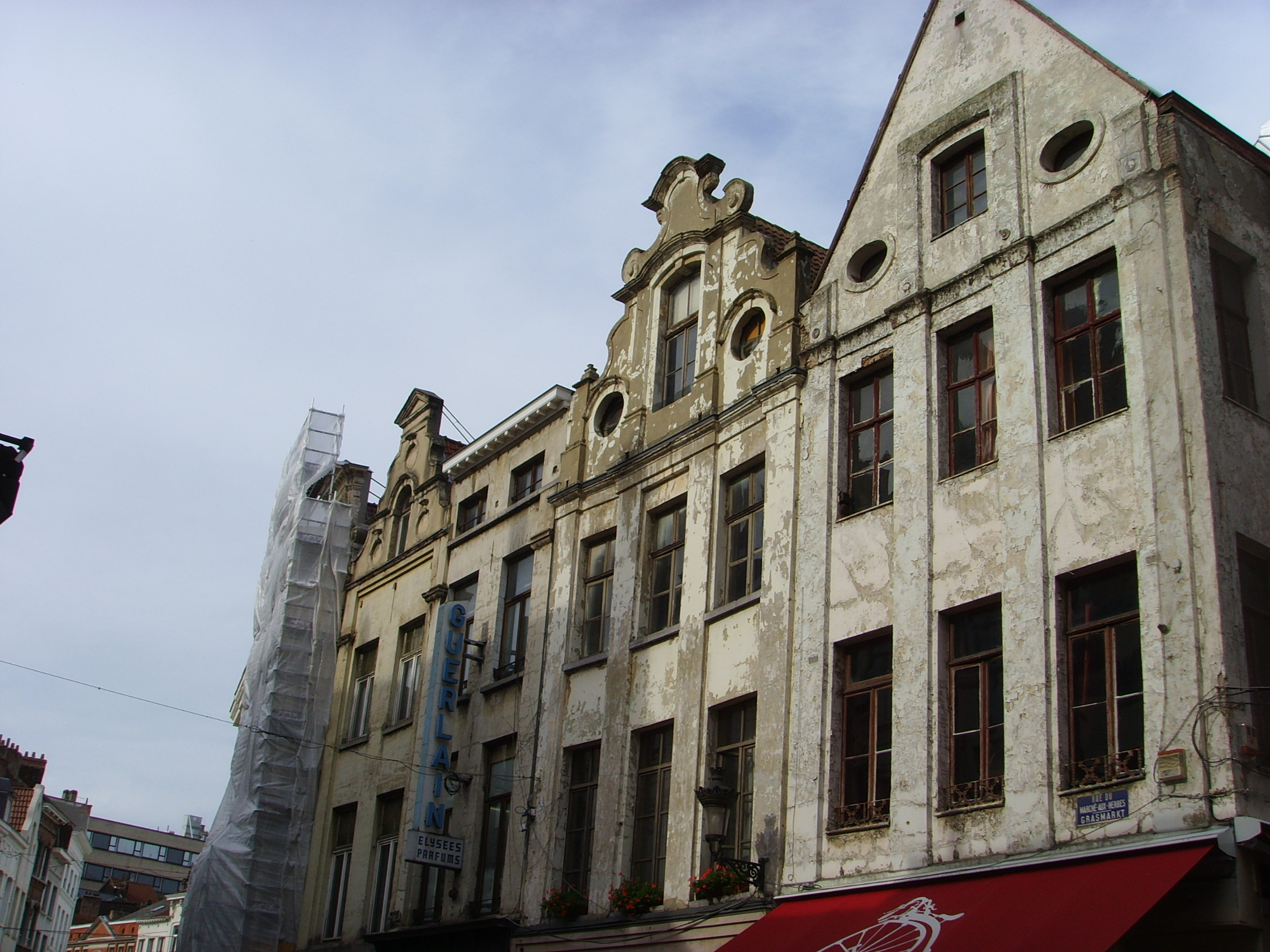
Huizen 42 (in restauratie) tot 50

Langs de zuidzijde vormen verschillende zijstraatjes de verbinding met de Grote Markt: de Korte Boterstraat (via de Boterstraat), de Vlees-en-Broodstraat, de Haringstraat en de Heuvelstraat. Het oude Vleeshuis dat, samen met het naburige Broodhuis, zijn naam heeft gegeven aan de Vlees-en-Broodstraat, is in 1917 ingestort en is in de jaren 1920 vervangen door een neobarok gebouw ontworpen Michel Polak. Het Palais de Cristal is een opmerkelijk winkelgebouw, oorspronkelijk gebouwd in 1863, uitgebreid in 1893 en 1908.

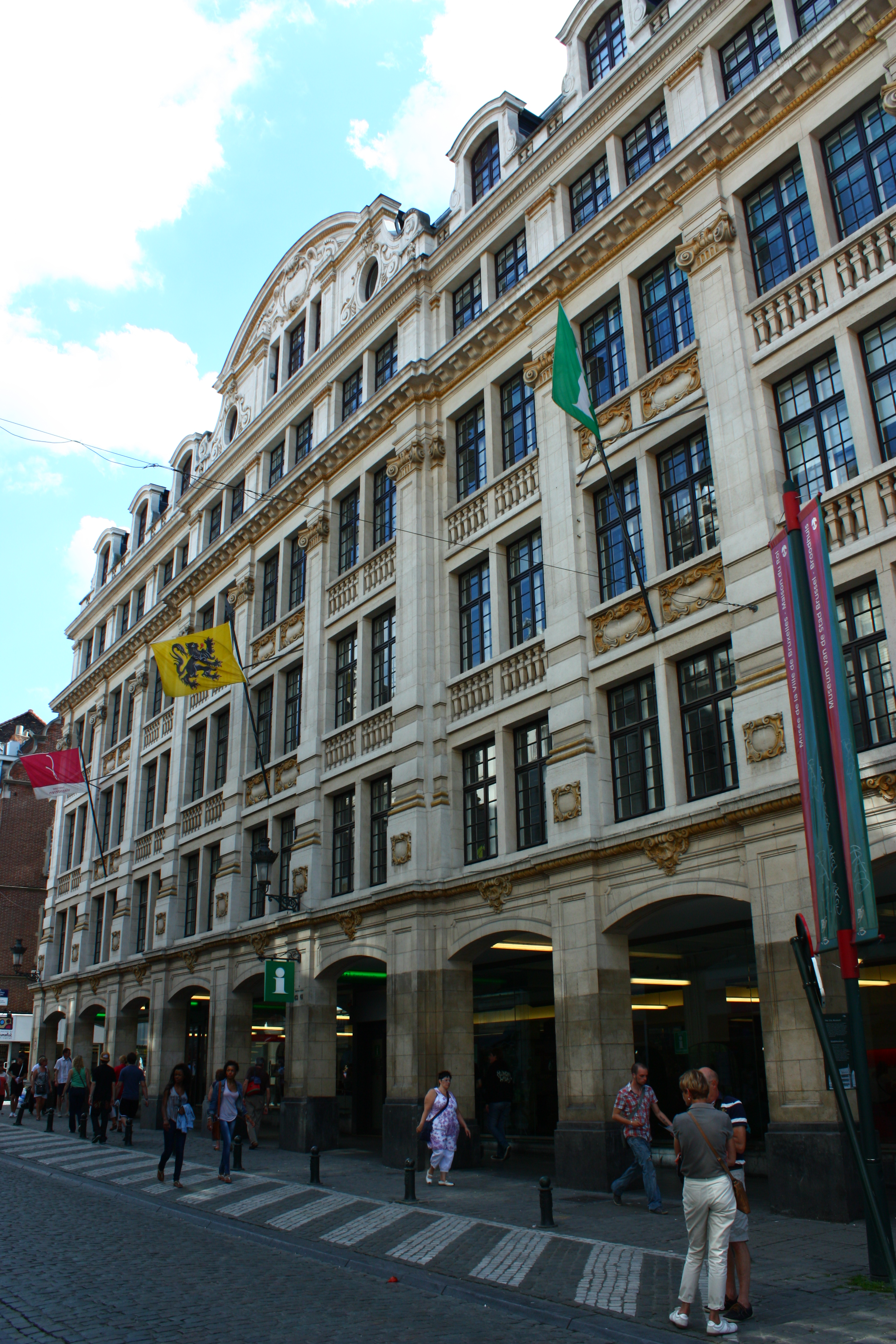
Gebouw van M. Polak op locatie van het Vleeshuis
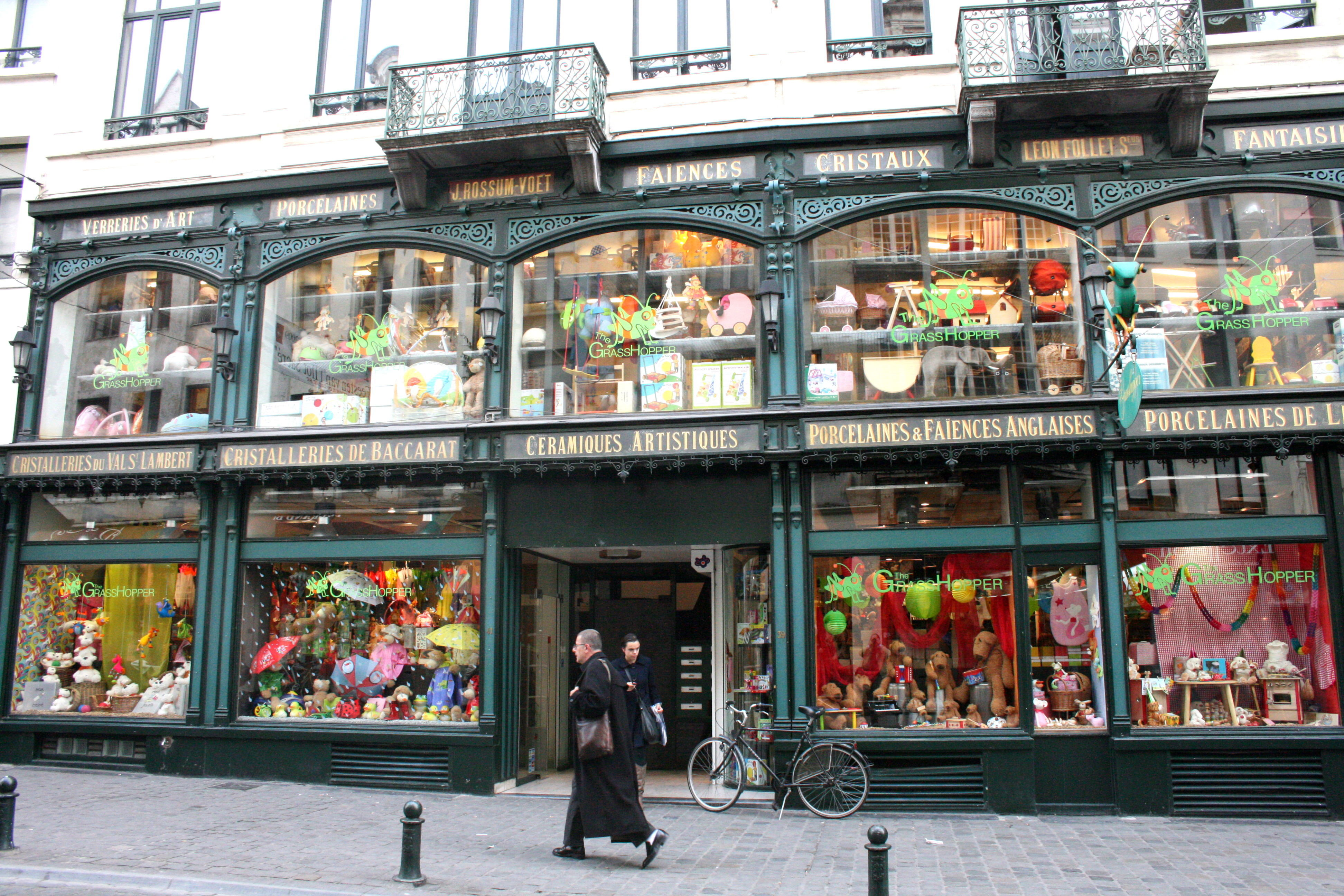
Palais de Cristal

Langs de noordzijde zijn verschillende gangen bewaard: de Geschenkengang, de Sint-Niklaasgang, de Sint-Petronillagang, die toegang biedt tot het Koninklijk Poppentheater Toone, en de Paternostergang. Het laatste gebouw aan de noordzijde is de toegang tot de Koninginnegalerij (Koninklijke Sint-Hubertusgalerijen).
Het huizenblok aan de even zijde tussen de Bergstraat en de voormalige Putterij is in twee fases in de jaren 1910-1920 gesloopt om plaats te maken voor de Noord-Zuidverbinding. 

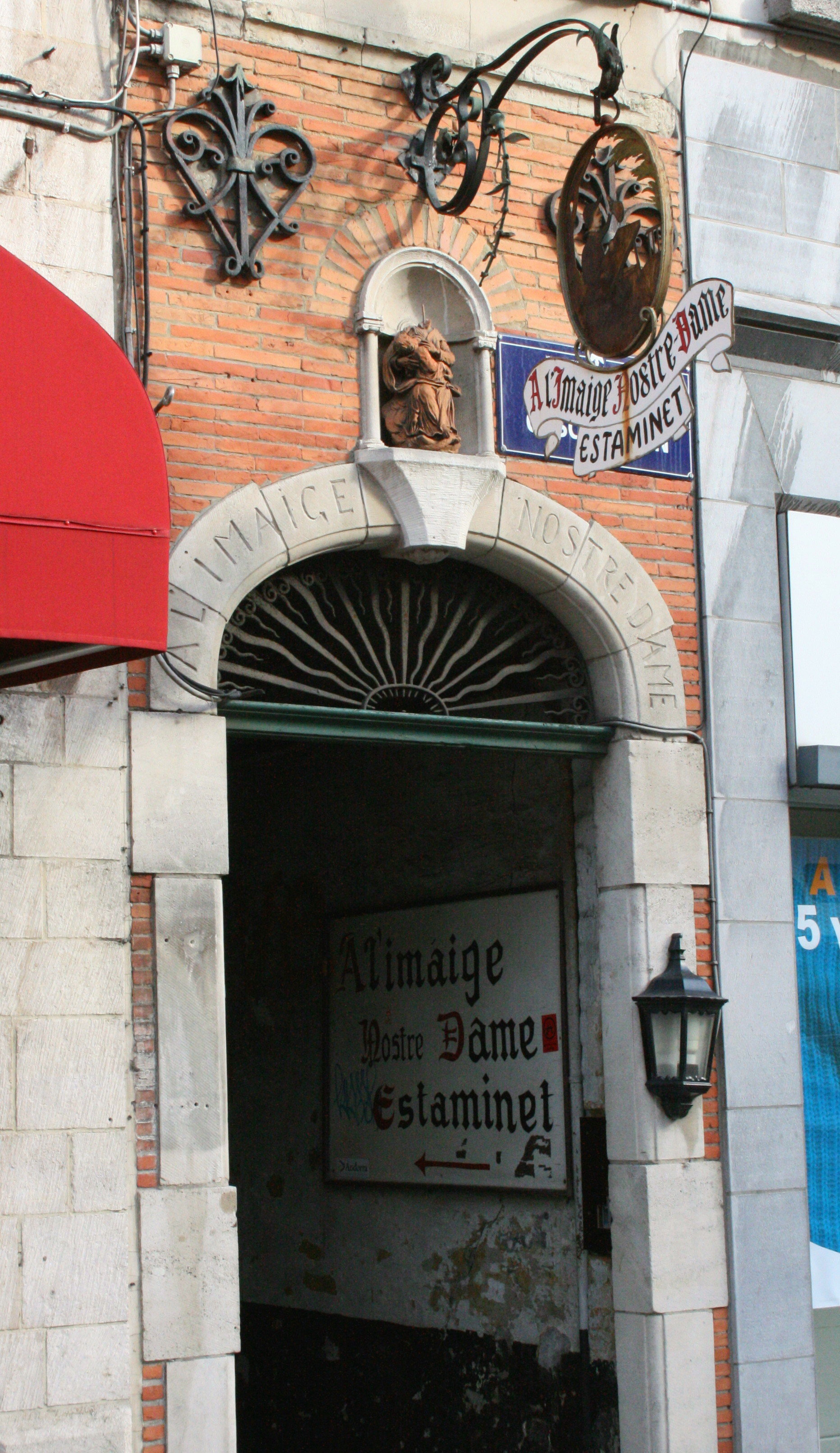
Geschenkengang
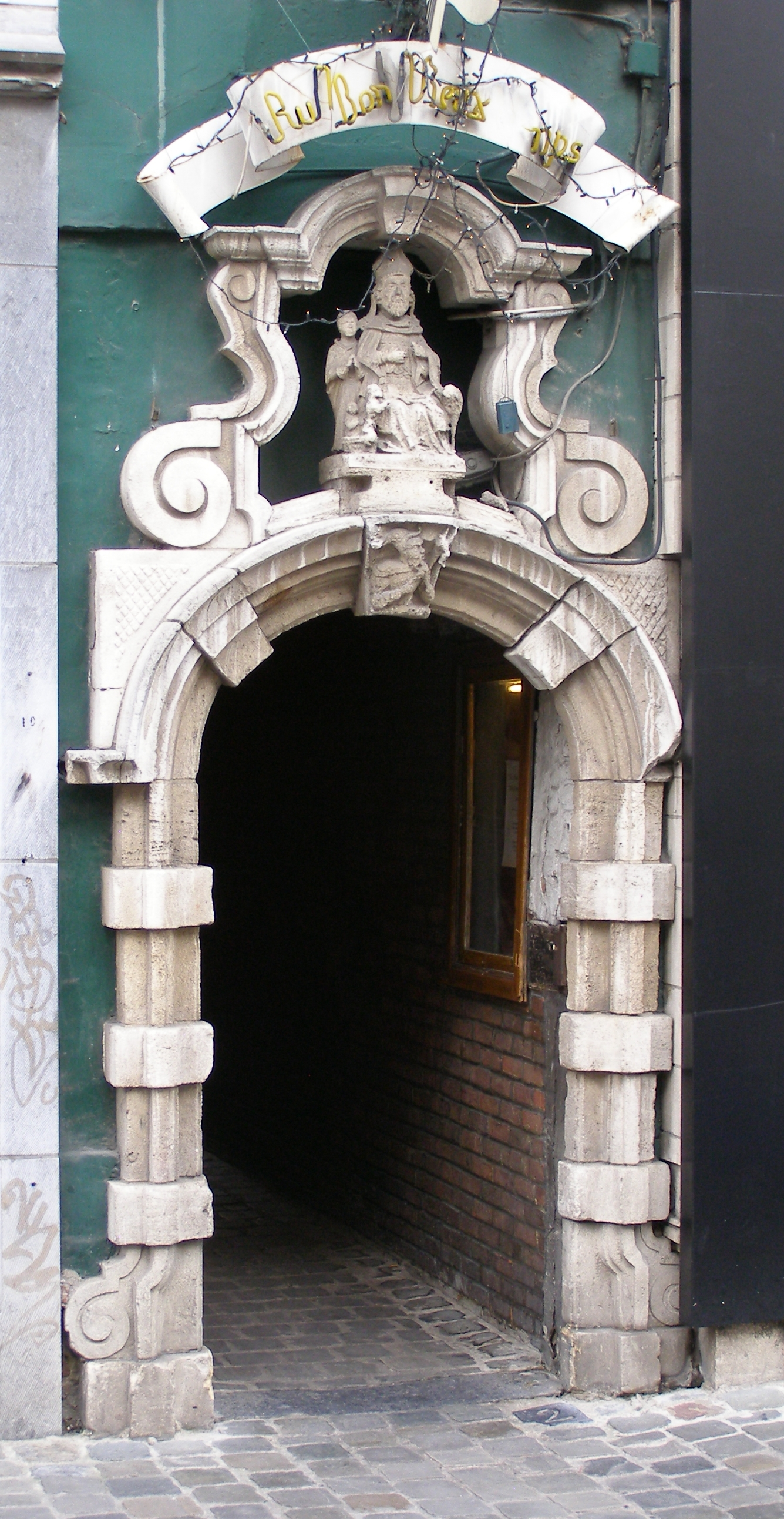
Sint-Niklaasgang
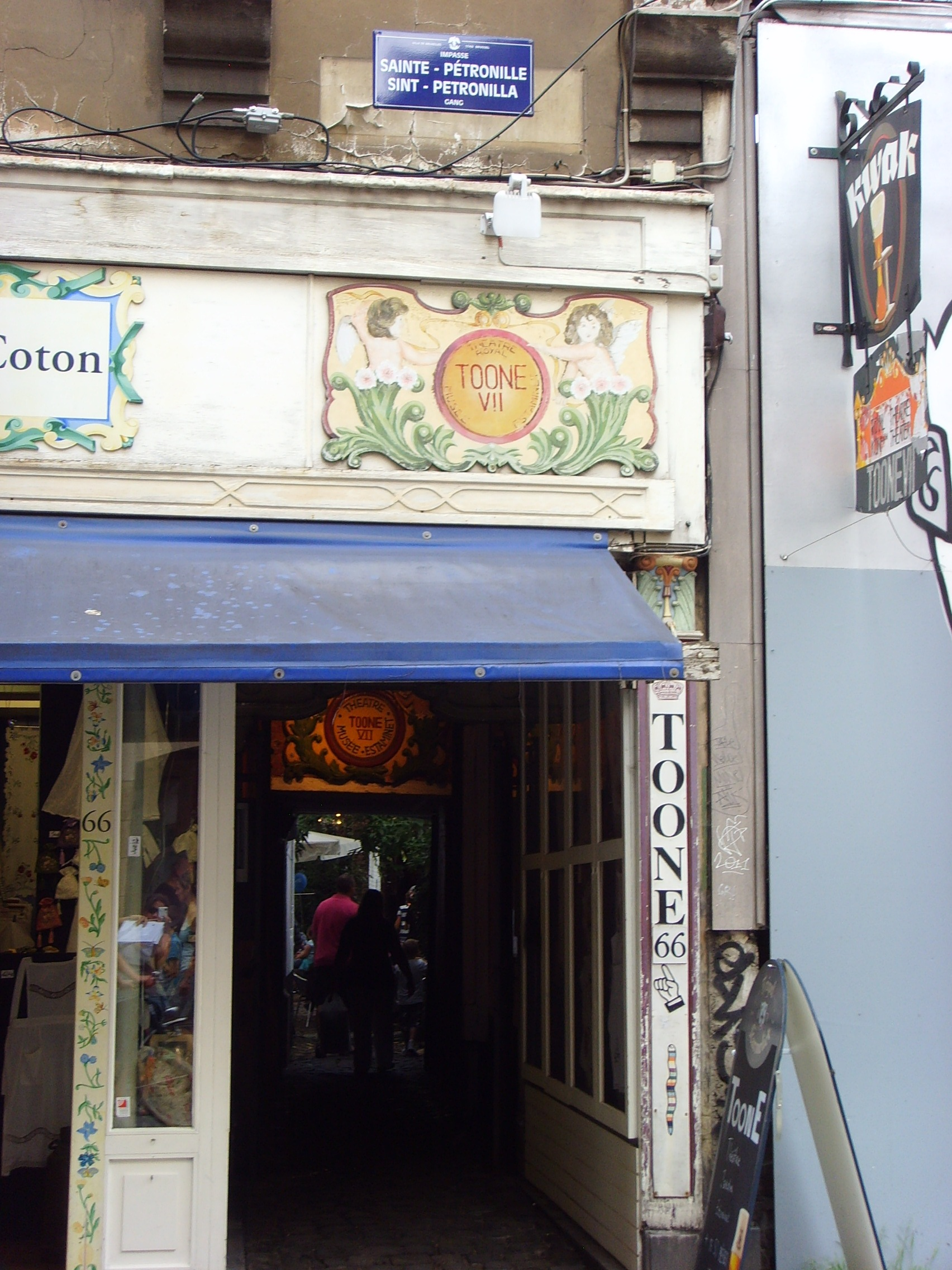
Sint-Petronillagang
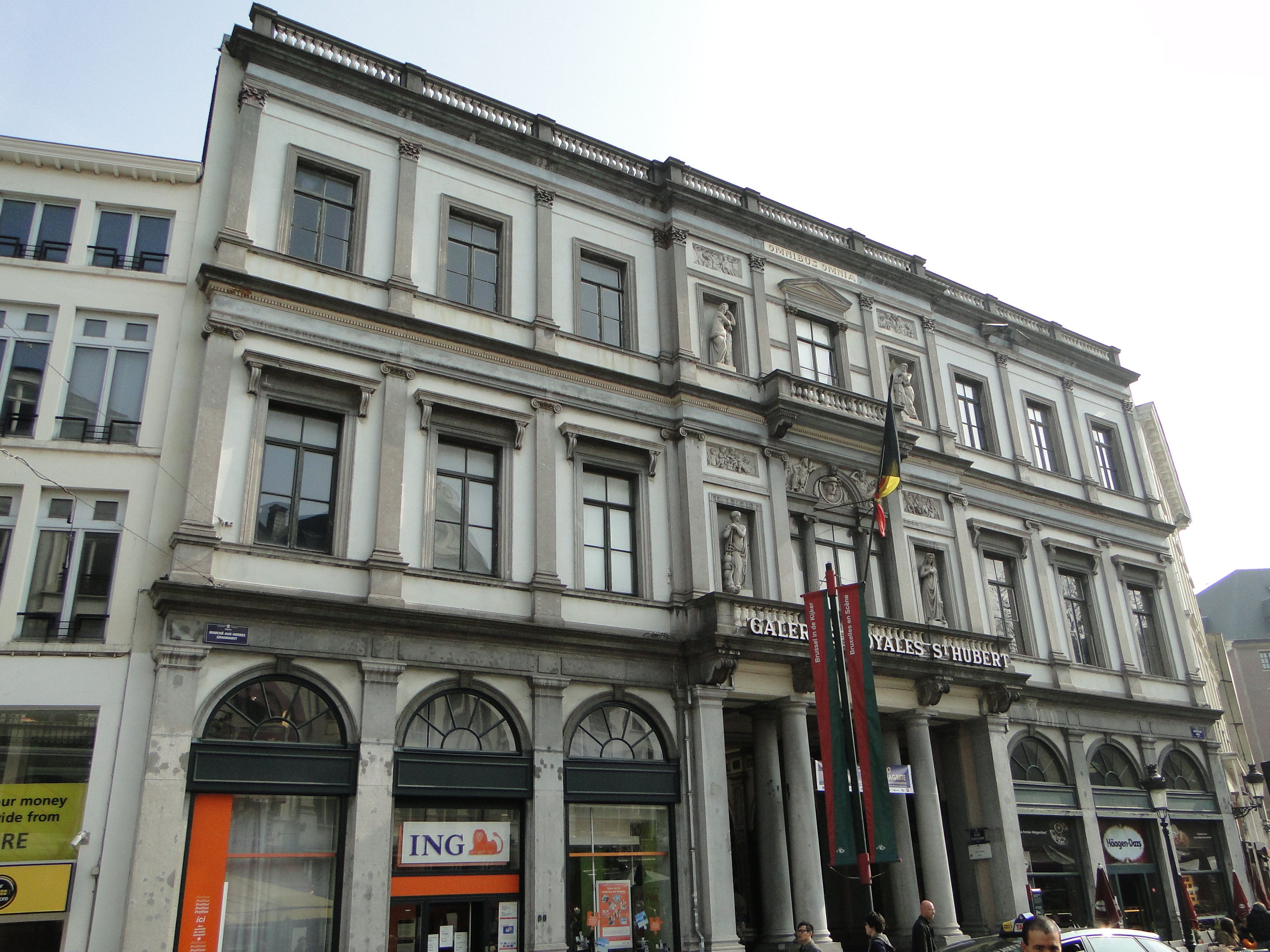
Koninginnengalerij

## Plein

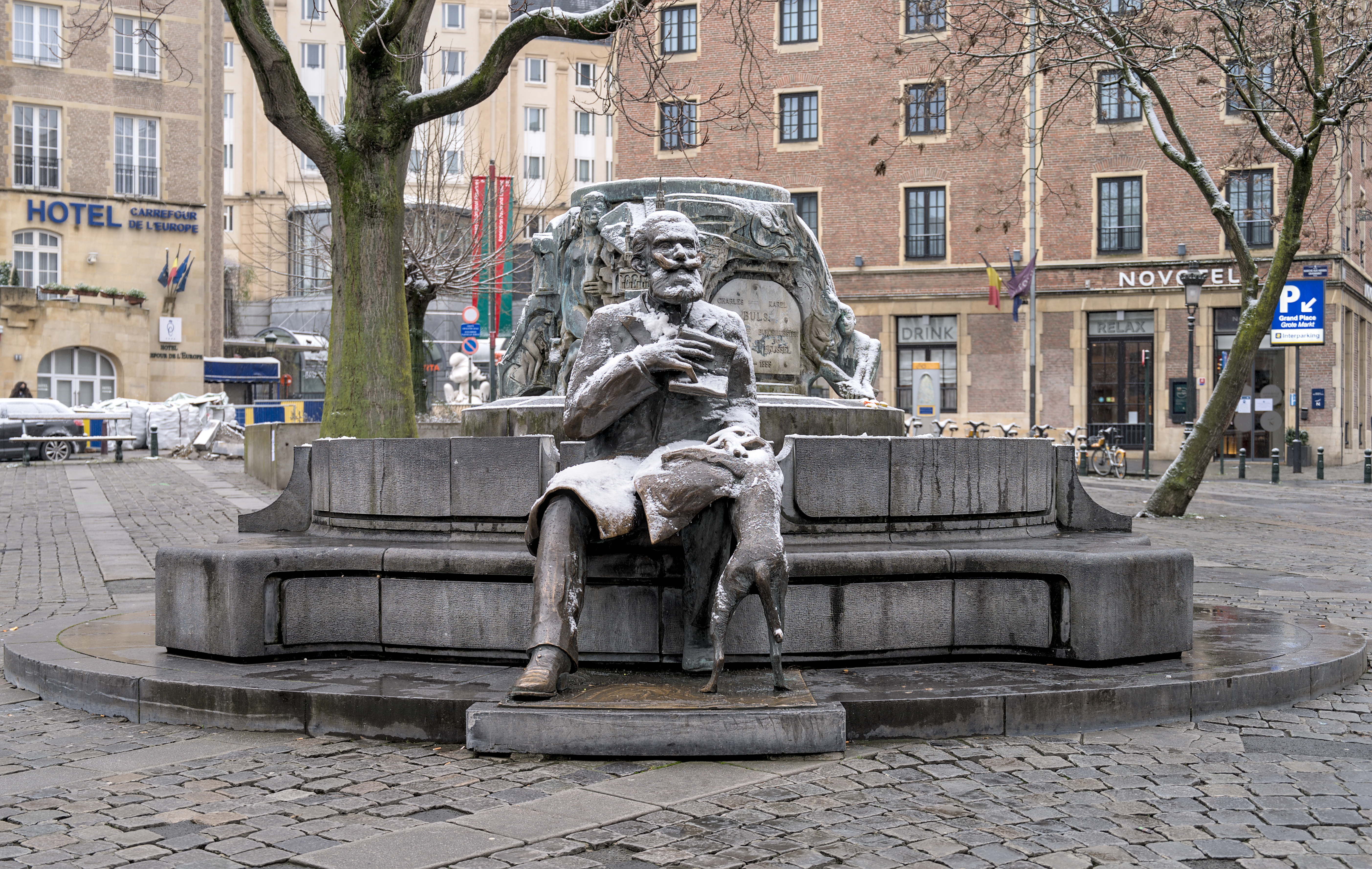
Het monument ter ere van Karel Buls

Op de plaats van de kaalslag van de Noord-Zuidverbinding werd in 1981 een plein aangelegd, met de Bergstraat en de bewaarde gevelrij tussen de Heuvelstraat en de Spoormakersstraat als zijden. Aan de westelijke zijde verrezen grote hotels, die een huisnummer op de Grasmarkt kregen. In 1987 werd op dit plein het monument ter ere van Karel Buls ingehuldigd. Het standbeeld, vervaardigd door Henri Lenaerts, toont de burgemeester van Brussel die van zijn voetstuk is afgedaald.  
Via de Hortagalerij is dit plein verbonden met het station Brussel-Centraal. In de zuidelijke gevelwand is een doorgang naar de Agoragalerij, een winkelcomplex verscholen achter de oude gevels.

## Fontein
Op de Grasmarkt staat al zeker sinds 1360 een fontein. De Satersfontein van Hiëronymus Duquesnoy de Oudere, maker van Manneken Pis, bestond van 1617 tot 1847. Sinds 1981 is de Karel Bulsfontein van Henri Lenaerts er gekomen.

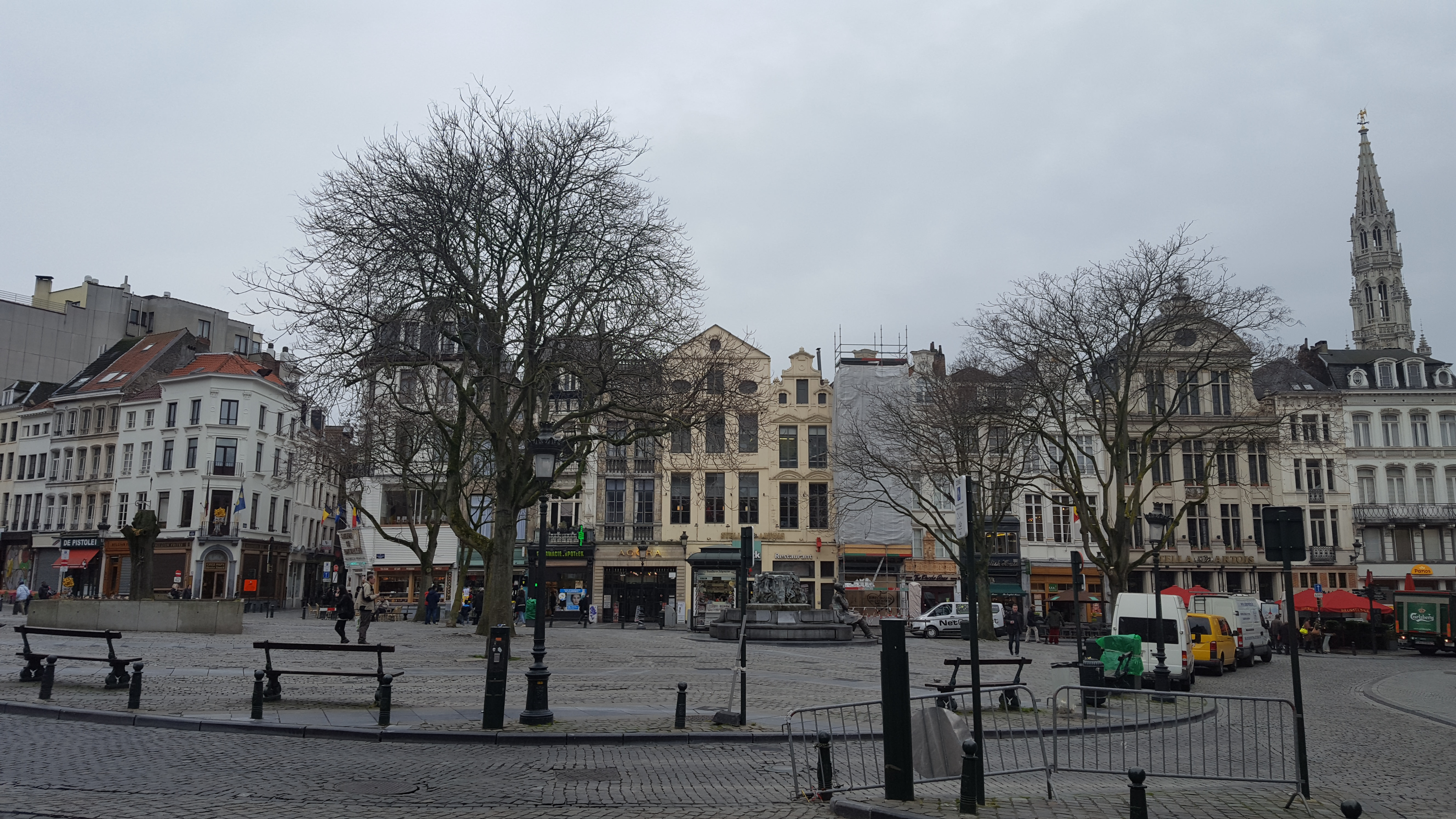
Het Grasmarktplein
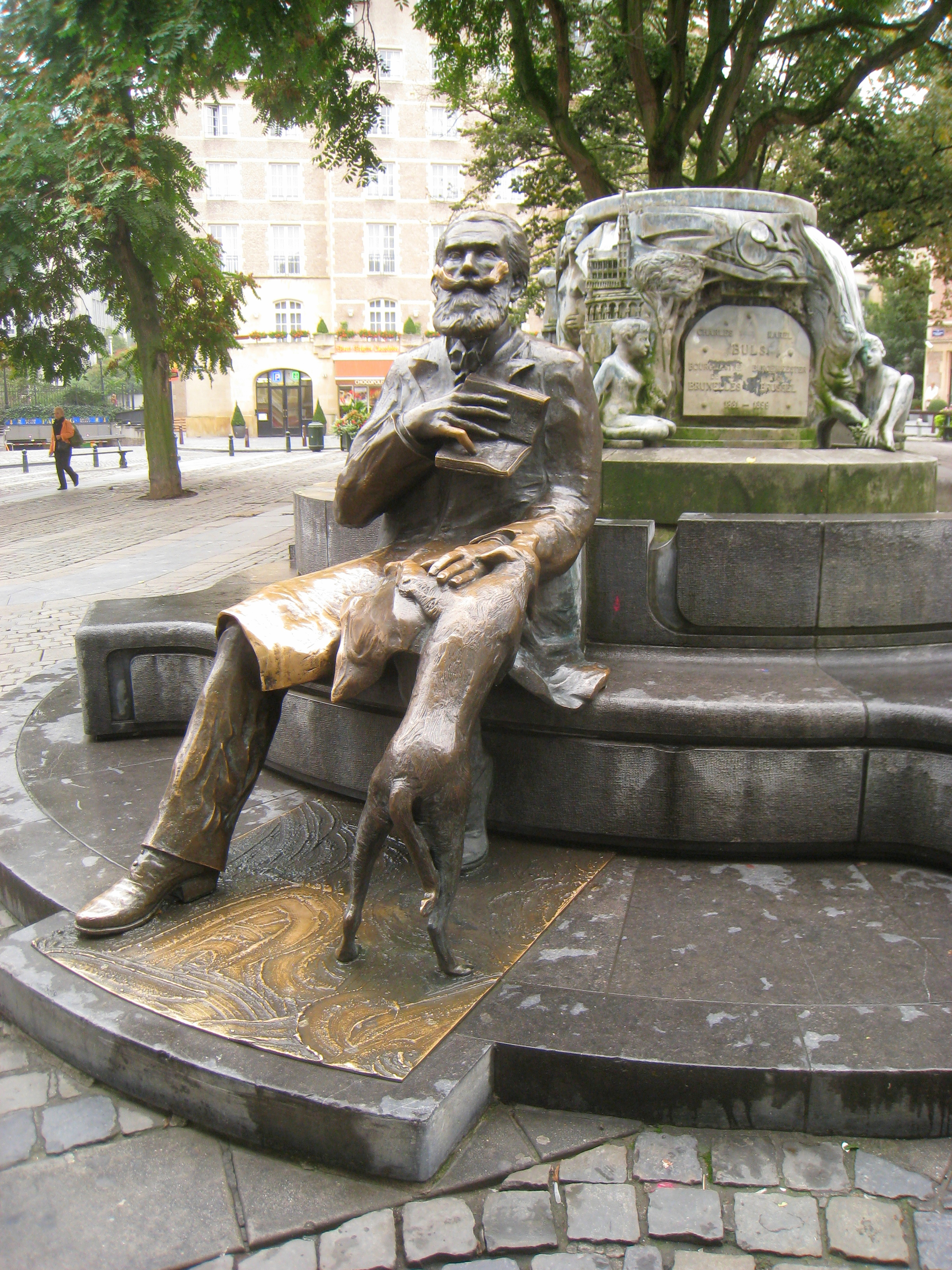
Karel Bulsfontein
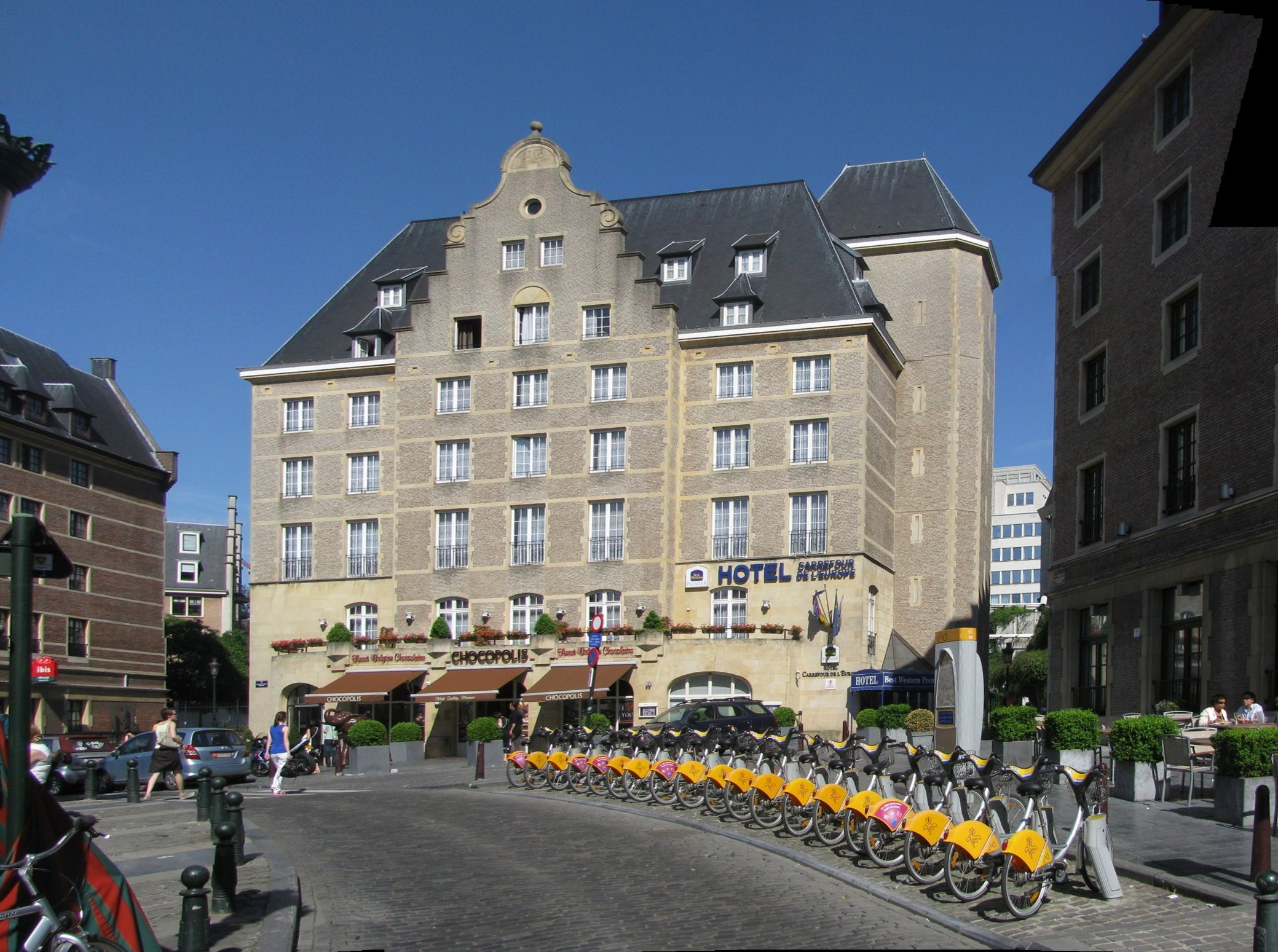
Hotel Carrefour de l'Europe
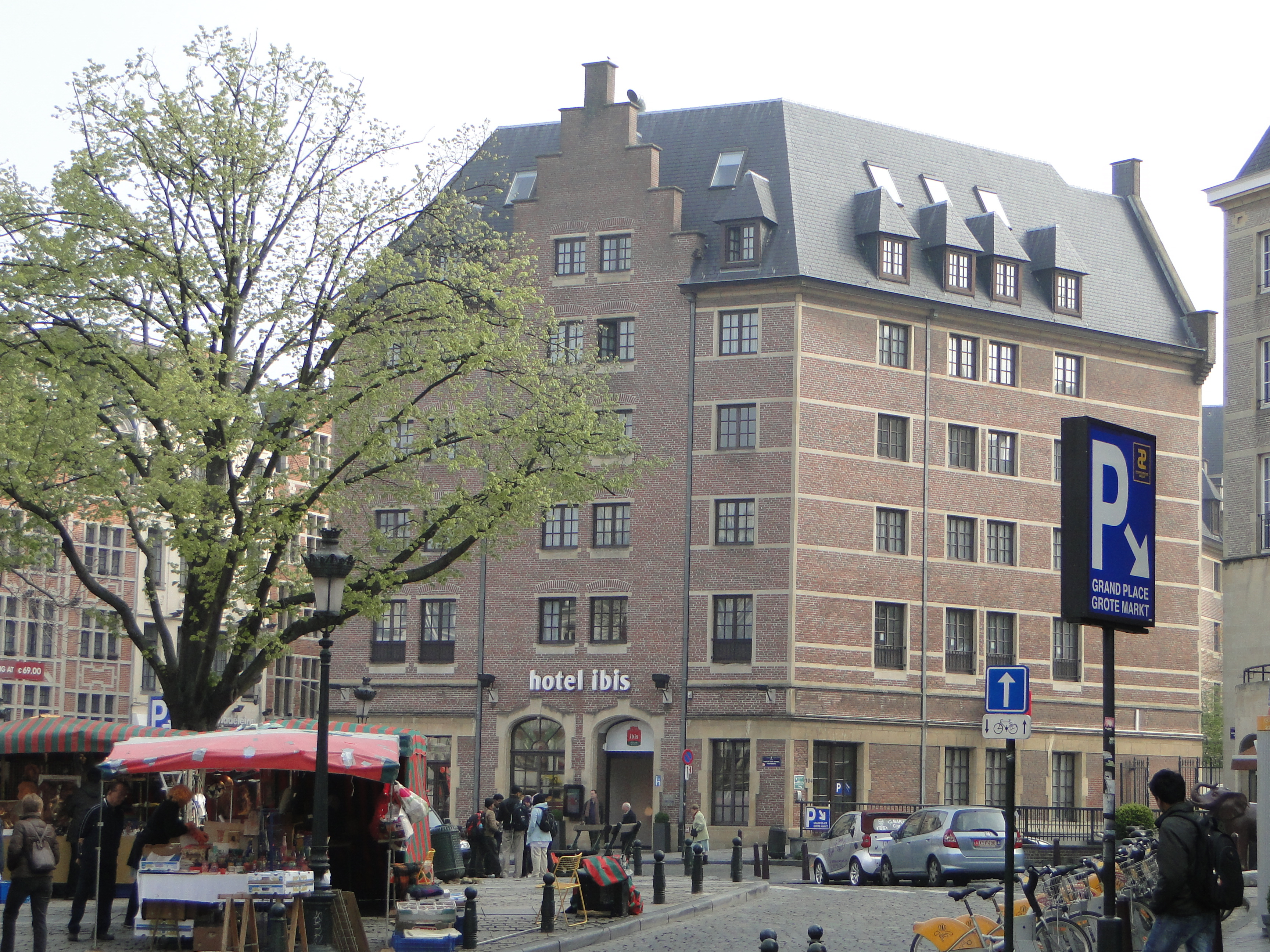
Hotel Ibis